# Dolanamane, Belur
Dolanamane là một làng thuộc tehsil Belur, huyện Hassan, bang Karnataka, Ấn Độ.